# Schlierbachswald
Der Schlierbachswald ist ein bis 477,5 m ü. NN hohes Mittelgebirge im nordhessischen Werra-Meißner-Kreis.

## Geographische Lage
Der Schlierbachswald befindet sich zwischen Wanfried im Nordosten, Treffurt im Osten, Ringgau im Süden, Wehretal im Westen und Eschwege im Nordwesten, und im Nordosten schließt sich auf der anderen Seite der Werra der Naturpark Eichsfeld-Hainich-Werratal an. 
Im Übergangsbereich zur südlich gelegenen Hochfläche des Ringgau mit der Rabenkuppe liegt Weißenborn, südöstlich ragt der Heldrastein empor. Im Westen grenzt das Mittelgebirge an das Tal der Wehre. Durchflossen wird es vom Schlierbach; beide sind linksseitige Werra-Zuflüsse.

## Naturräumliche Zuordnung
Der Schlierbachswald gehört zur naturräumlichen Haupteinheit Fulda-Werra-Bergland (357) des Osthessischen Berglandes (35) und trägt die Kennziffer 357.91.  

## Touristisches
Durch den überwiegend bewaldeten Höhenzug (Buchenmischwald) führen von den umliegenden Ortschaften zahlreiche Wald- und Wanderwege. Zu den Ausflugszielen und Einrichtungen in der Landschaft gehören: das Forsthaus Schlierbach bei Oberdünzebach, der Auer Blick als Aussichtspunkt über das Eschweger Becken mit dort angrenzendem Bergland, der Berliner Turm als Aussichtsturm in den Westausläufern des Schlierbachswaldes bei Datterode und der Lotzenkopf (ca. 466 m) als Nordwestpfeiler des Gebirgskammes mit dem Schneiderstein.

## Berge
Zu den Bergen des Schlierbachswaldes im engeren Sinne gehören – sortiert nach Höhe in Meter (m) über Normalnull (NN): 
| - Hundsrück (477,5 m) - Rößlerskopf (ca. 400 m) - Schiefergrundskopf (388,6 m) - Hoher Rain (375,7 m) | - Asbachhöhe (360,8 m) - Vorberg (ca. 360 m) - Bonzeberg (359,4 m) - Gemeindeberg (322,6 m) |

Zu den südwestlichen Ausläufern bei Datterode gehören:
- der Spitzenberg (422,8 m)
- der Hüppelsberg (410,3 m)
- Schinzenberg (368 m).